# Llista de bisbes de Tarassona
La llista de bisbes de Tarassona recull la relació dels religiosos que han ostentat i exercit aquest càrrec. El primer bisbe del que es té constància és Lleó, al segle v. L'actual, i des de 2010, és Eusebio Hernández Sola.
| Nom                                  | Període   | Nota                                             |
| ------------------------------------ | --------- | ------------------------------------------------ |
| Lleó                                 | 449       | Primer bisbe de Tarassona documentat             |
| Pau                                  | 516       | Dubtós                                           |
| Gaudiós                              | 527-541   | Venerat com a sant                               |
| Dídim                                | 560       |                                                  |
| Prudenci                             | 572       | Venerat com a sant                               |
| Esteve                               | 589-592   |                                                  |
| Floridi                              | 610       |                                                  |
| Elpidi                               | 633-638   |                                                  |
| Anteri                               | 683       |                                                  |
| Nepotià                              | 688-693   |                                                  |
| Període de domini musulmà            |           |                                                  |
| Miguel Cornel                        | 1118-1151 |                                                  |
| Martín de Vergua                     | 1151-1160 |                                                  |
| Berenguer                            | 1170      | Electe                                           |
| Juan Frontín                         | 1172      |                                                  |
| García Frontín I                     | 1195-1218 |                                                  |
| García Frontín II                    | 1219-1254 |                                                  |
| Pedro I                              | 1257      |                                                  |
| García III                           | 1258-1263 |                                                  |
| Alfonso                              | 1263      |                                                  |
| Fortuño                              | 1270-1277 |                                                  |
| García IV                            | 1280-1289 |                                                  |
| Pedro II                             | 1289-1304 |                                                  |
| Pedro III                            | 1305-1308 |                                                  |
| Miguel Jiménez de Urrea              | 1309-1317 |                                                  |
| Pere Arnau de Torres                 | 1317-1321 |                                                  |
| Beltrán de Cormidela                 | 1324-1342 |                                                  |
| Sancho López de Ayerbe               | 1343-1346 |                                                  |
| Gaufrido o Jorge                     | 1346-1352 |                                                  |
| Pedro Pérez Calvillo                 | 1354-1391 |                                                  |
| Berenguer de Ribalta                 | 1404-1405 |                                                  |
| Francesc Climent Sapera              | 1405-1407 |                                                  |
| Juan de Valtierra                    | 1407-1433 |                                                  |
| Martín Cerdán                        | 1435-1443 |                                                  |
| Jordi de Bardaixí i Ram              | 1442-1463 |                                                  |
| Pere Ferris                          | 1464-1478 |                                                  |
| Andrés Martínez Ferriz               | 1478-1495 |                                                  |
| Guillem Ramon de Montcada            | 1496-1521 |                                                  |
| Gabriel de Ortí                      | 1523-1535 |                                                  |
| Ercole Gonzaga                       | 1537-1546 |                                                  |
| Juan González de Munébraga           | 1546-1547 |                                                  |
| Pedro Martínez de Luna               | 1572-1574 |                                                  |
| Juan de Redín y Cruzat               | 1577-1584 |                                                  |
| Pedro Cerbuna Negro                  | 1585-1597 |                                                  |
| Diego de Yepes                       | 1599-1613 | O.S.H.                                           |
| Juan Moriz Salazar                   | 1604-1616 | Nomenat bisbe d'Osca                             |
| Martín Ferrer Valenzuela             | 1614-1630 | O.S.A. Nomenat arquebisbe de Saragossa           |
| Pedro Herrera Suárez                 | 1630-1631 | O.P.                                             |
| Baltasar de Navarra y Arroytia       | 1631-1642 |                                                  |
| Diego de Castejón y Fonseca          | 1644-1655 |                                                  |
| Pedro Manero                         | 1656-1664 | Nomenat bisbe de Segòvia                         |
| Miguel Escartín Arbeza               | 1664-1673 | O.Cis.                                           |
| Diego Antonio Francés de Urrutigoyti | 1673-1682 |                                                  |
| Bernardo Mateo Sánchez de Castellar  | 1683-1700 |                                                  |
| Blas Serrate                         | 1701-1718 |                                                  |
| García Pardiñas Villar de Francos    | 1720-1741 | O. de M.                                         |
| José Alcaraz Belluga                 | 1741-1755 |                                                  |
| Esteve Vilanova i Colomer            | 1755-1766 |                                                  |
| José Laplana Castellón               | 1766-1776 |                                                  |
| Damián Martínez de Gallinsoa         | 1795-1802 | O.F.M.                                           |
| Francisco Porró Reinado              | 1803-1814 |                                                  |
| Jerónimo Castillón y Salas           | 1815-1835 |                                                  |
| Vicente Ortiz y Labastida            | 1848-1852 | O.P.                                             |
| Gil Estévez y Tomás                  | 1854-1857 | Nomenat bisbe de Tortosa                         |
| Cosme Marrodán Rubio                 | 1857-1888 |                                                  |
| Juan Soldevila y Romero              | 1889-1901 | Nomenat arquebisbe de Saragossa                  |
| José María Salvador y Barrera        | 1901-1905 | Nomenat bisbe de Madrid-Alcalá                   |
| Santiago Ozcoidi y Udave             | 1905-1916 |                                                  |
| Isidor Badia i Sarradell             | 1917-1926 |                                                  |
| Isidre Gomà i Tomàs                  | 1927-1933 | Nomenat arquebisbe de Toledo                     |
| Nicanor Mutiloa Irurita              | 1935-1946 | C.SS.R.                                          |
| Manuel Hurtado y García              | 1947-1966 |                                                  |
| José Méndez Asensio                  | 1968-1971 | Nomenat arquebisbe de Pamplona                   |
| Francisco Álvarez Martínez           | 1973-1976 | Nomenat bisbe de Calahorra i La Calzada-Logronyo |
| Victorio Oliver Domingo              | 1976-1981 | Nomenat bisbe d'Albacete                         |
| Ramón Búa Otero                      | 1982-1989 | Nomenat bisbe de Calahorra i La Calzada-Logronyo |
| Miguel José Arsumendi Aramendia      | 1990-1995 | S.D.B. Nomenat bisbe de Vitòria                  |
| Joaquín Carmelo Borobia Isasa        | 1996-2004 |                                                  |
| Demetrio Fernández González          | 2004-2010 |                                                  |
| Eusebio Hernández Sola               | 2011-Avui | O.A.R.                                           |